# 40 Pułk Piechoty (LWP)

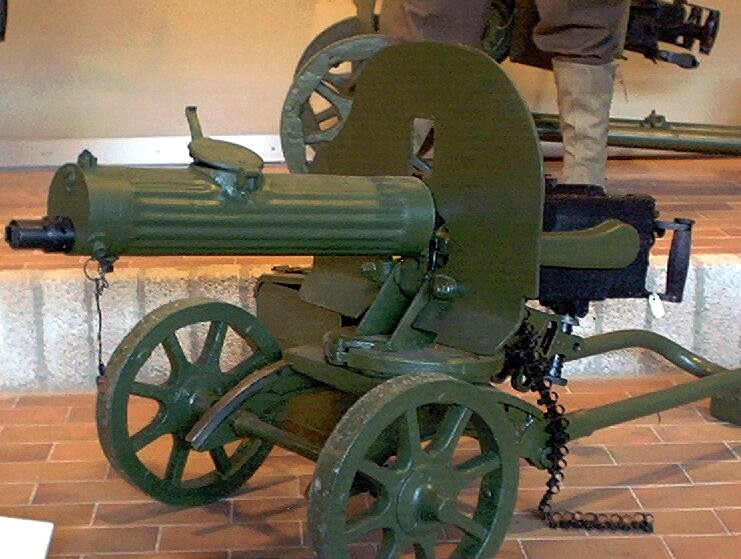
Maxim - podstawowy ckm pułku

40 pułk piechoty (40 pp) – oddział piechoty ludowego Wojska Polskiego.
Sformowany w Łodzi na podstawie rozkazu nr 58 Naczelnego Dowództwa WP z 15 marca 1945, w oparciu o etat wojenny sowieckiego pułku strzeleckiego.
Wchodził w skład 11 Dywizji Piechoty. W 1949 przeformowany został w 40 Zmotoryzowany pułk piechoty i podporządkowany dowódcy 10 Dywizji Zmechanizowanej. Stacjonował w Bolesławcu.

## Struktura organizacyjna
dowództwo i sztab
- 3 bataliony piechoty
- kompanie: dwie fizylierów, przeciwpancerna, rusznic ppanc, łączności, sanitarna, transportowa
- baterie: działek 45 mm, dział 76 mm, moździerzy 120 mm
- plutony: zwiadu konnego, zwiadu pieszego, saperów, obrony pchem, żandarmerii

żołnierzy 2915 (w tym oficerów – 276, podoficerów 872, szeregowców - 1765).
sprzęt:
162 rkm, 54 ckm, 66 rusznic ppanc, 12 armat ppanc 45 mm, 4 armaty 76 mm, 18 moździerzy 50 mm, 27 moździerzy 82 mm, 8 moździerzy 120 mm

## Okres powojenny
40 pułk piechoty 11 Dywizji Piechoty w ramach ochrony granicy, po zluzowaniu batalionu 34 pp, przejął po nim odcinek granicy i obsadził go następująco:
1. I batalion – plutonami w trzech strażnicach, linia rozgraniczenia (wył) Strzegów[4];
2. II batalion – odcinek od Strzegowa-Mielna do Bisdorf obsadził plutonami cztery strażnice[4].

W 1945 pluton saperów pułku uczestniczył w rozminowaniu terenów od ujścia Nysy Łużyckiej do miejscowości Mużaków.

## Żołnierze pułku
Dowódcy pułku
- ppłk Liciński[6]
- ppłk Kazimierz Ilnicki (od stycznia do 26 sierpnia 1946)[7]

Oficerowie
- Jerzy Ejmont

## Przekształcenia
1. 40 pułk piechoty → 40 Zmotoryzowany pułk piechoty → 40 pułk zmechanizowany[a] → 25 pułk zmechanizowany → 23 Śląska Brygada Obrony Terytorialnej → 19 batalion Obrony Terytorialnej → oddział specjalny Żandarmerii Wojskowej → Jednostka Wojskowa AGAT
2. 25 pułk piechoty (LWP)↘ rozformowany w 1949